# 京都府幼稚園の廃園一覧
京都府幼稚園の廃園一覧（きょうとふようちえんのはいえんいちらん）は、京都府内の廃園になった幼稚園の一覧。対象となるのは、学制改革（1947年）以降に廃園となった幼稚園、および分園である。園名は廃園当時のもの。廃園時に幼稚園が所在していた自治体がその後合併により消滅している場合は、現行の自治体に含める。また現在休園中の府内の幼稚園（分園）も、その多くは実質上、廃園と同じ状態にあるため参考として記載する。
（）内は、廃園になった年（休園の場合は、その措置が取られた年）である。

## 京都市
- マヤ幼稚園（1963年さがの幼稚園へ統合）
- 両洋幼稚園（1985年休園）[1]
- 大原幼稚園（1992年休園）[1]
- 京都市立豊園幼稚園（1994年開智幼稚園へ統合）[2]
- 京都市立日彰幼稚園（1993年生祥幼稚園へ統合）[3]
- 京都市立桃園幼稚園（1995年京都市立みつば幼稚園新設のため廃園）[4]
- 京都市立小川幼稚園（同上）[4]
- 京都市立中立幼稚園（同上）[4]
- 京都市立竹間幼稚園（1996年生祥幼稚園〈2代目〉と城巽幼稚園〈2代目〉へ再編）[3]
- 京都市立柳池幼稚園（同上）[3]
- 京都市立明倫幼稚園（同上）[3]
- 京都市立生祥幼稚園〈初代〉（同上）[3]
- 京都市立城巽幼稚園〈初代〉（同上）[3]
- 京都市立生祥幼稚園〈2代目〉（2000年京都市立中京もえぎ幼稚園新設のため廃園）[3]
- 京都市立城巽幼稚園〈2代目〉（同上）[3]
- 京都市立貞教幼稚園 （2003年休園[5]、2016年園舎解体[6]）
- 陶化幼稚園（2004年休園）[1]
- 東舞鶴幼稚園（2008年休園） [1]
- 稲荷幼稚園（2009年休園）[1]
- 松原幼稚園（2016年休園）[1]
- 京都市立開智幼稚園（2017年）[7]
- さがの幼稚園（2018年）[8]
- 佛教大学附属幼稚園（2023年佛教大学附属こども園へ移行）[9]

## 福知山市
- 福知山市立川口幼稚園（2008年）
- 福知山市立三岳幼稚園（2008年）
- 福知山市立庵我幼稚園（2014年）
- 福知山市立大正幼稚園（休園開始時期不詳、2015年廃園）[10]
- 福知山市立遷喬幼稚園（休園開始時期不詳、2015年廃園）[10]
- 福知山市立雀部幼稚園（2015年）[10]
- 聖テレジア幼稚園（福知山聖マリア幼稚園に再編のため廃園）
- 小さき花幼稚園（同上）

## 舞鶴市
- 東舞鶴幼稚園（2008年休園）[1]
- 舞鶴市立舞鶴幼稚園（2019年）
- 朝日幼稚園〈旧〉（2020年幼保連携型認定こども園朝日幼稚園〈新〉へ移行）[11]
- 森の子ら幼稚園〈旧〉（2021年幼保連携型認定こども園森の子ら幼稚園〈新〉へ移行）[12]
- 朝来幼稚園〈旧〉（2022年幼保連携型認定こども園朝来幼稚園〈新〉へ移行）[13]
- 橘幼稚園（2023年[14]幼保連携型認定こども園たちばな幼稚園[15]へ移行）
- シオン幼稚園〈旧〉（2023年幼保連携型認定こども園シオン幼稚園〈新〉へ移行）[16]

## 綾部市
- 綾部市立豊里東幼稚園（1999年豊里西幼稚園と統合し豊里幼稚園へ）[17]
- 綾部市立豊里西幼稚園（1999年豊里東幼稚園と統合し豊里幼稚園へ）[17]
- 綾部市立中筋幼稚園（2004年中筋保育園と統合し民営化され中筋幼児園へ）
- 綾部市立奥上林幼稚園（2005年）[18]
- 綾部市立豊里幼稚園（2010年民営化され豊里幼児園へ）[17]
- 綾部市立綾部幼稚園（2021年休園、2023年廃園）[19]

## 宇治市
- 宇治市立菟道幼稚園（1987年）[20]
- 宇治市立槇島幼稚園（1987年）[20]
- 宇治市立伊勢田幼稚園（1987年）[20]
- 宇治市立平盛幼稚園（1987年）[20]
- 宇治市立大久保幼稚園（2018年）[21]

## 亀岡市
- 亀岡市立一の宮幼稚園（2008年）

## 城陽市
- 城陽市立深谷幼稚園（2011年）[22]

## 向日市
- 成安幼稚園〈初代〉（1976年、同年成安向日幼稚園が成安幼稚園〈2代目〉へ改称）[23]

## 八幡市
- 八幡市立中央幼稚園（1996年休園、1998年廃園）[24]
- 八幡市立八幡第五幼稚園（1998年）[24]
- 八幡市立都々城幼稚園（1998年）[24]
- 八幡市立東幼稚園（1998年）[24]
- 早苗幼稚園〈旧〉（2016年幼保連携型認定こども園早苗幼稚園〈新〉へ移行）[25]

## 京田辺市
- 京田辺市立大住幼稚園（2023年京田辺市立大住こども園へ移行）[26]

## 京丹後市
- 京丹後市立かぶと山幼稚園（2018年京丹後市立かぶと山保育所と統合し京丹後市立かぶと山こども園へ）[27]
- 京丹後市立大宮幼稚園（2018年京丹後市立大宮南保育所と統合し京丹後市立大宮こども園へ）[28]
- 京丹後市立丹後幼稚園（2018年京丹後市立丹後保育所と統合し京丹後市立丹後こども園へ）[29]
- 京丹後市立網野幼稚園（2019年京丹後市立浅茂川保育所および京丹後市立網野みなみ保育所と統合し京丹後市立網野こども園へ）[30]

## 久世郡
- 久御山町立佐山小学校付属幼稚園（2018年佐山保育所と統合しさやまこども園へ）[31]
- 久御山町立東角小学校付属幼稚園（2021年1月宮ノ後保育所と統合しとうずみこども園へ）[31]
- 久御山町立御牧小学校付属幼稚園（2021年御牧保育所と統合しみまきこども園へ）[31]

## 船井郡
- 京丹波町立須知幼稚園（2022年上豊田保育所と統合したんばこども園へ）[32]

## 与謝郡
- 与謝野町立岩滝幼稚園（2017年7月31日与謝野町立かえでこども園へ移行）[33]
- 与謝野町立三河内幼稚園（2019年与謝野町立市場保育所と統合し与謝野町立のだがわこども園へ）[33]